# 布雷特·布朗
布莱特·布朗（英語：Brett Brown，1961年2月16日—），美国篮球教练，現擔任NBA聖安東尼奧馬刺助理教練，布朗曾擔任NBA費城76人的主教練，布朗還在澳大利亞擁有豐富的執教經驗，在澳洲曾分別擔任兩支NBL球隊主教練。

## 高中
布朗出生在缅因州，曾是南波特蘭高中的明星籃球運動員，1979年畢業，他曾以后卫身份在1978、1979年连续两年入选全州第一阵容，並在高中最后一年带领球队以27-0的战绩夺得州冠军。布莱特·布朗和他的父親鮑勃·布朗，时任南波特蘭高中的主教練，都入选了新英格蘭籃球名人堂。

## 大學生職業生涯
在波士頓大學里克·皮蒂諾打了四個賽季，布朗被評為婁科恩MVP在他大二那年，並擔任這兩個他的初中和高中賽季球隊的隊長。在1983年布朗的大四那年，在波士頓他們的第一次出現在NCAA人的分部籃球錦標賽1959年以來的當他畢業後，布朗的時間已經編制了第四助攻最多在學校歷史。畢業後，布朗曾擔任在教練約翰·庫斯特研究生助理。

## 教練生涯
而在澳大利亞，布朗墨爾本老虎隊主教練林，最終導致工作機會和布朗使澳洲他的家。布朗將作為一個猛虎助理教練，直到1993年，當布朗成為墨爾本巨人主教練。在1994年布朗被評為當年的NBL教練，當時布朗帶領了巨人一個總冠軍戰勝了阿德萊德36ers。布朗將擔任巨人的主教練，直到1998年，在得到工作與聖安東尼奧馬刺隊之前。在他的限制與馬刺，布朗執教悉尼國王從2000年到2002年。總體而言，布朗是一位主教練，在NBL278場比賽贏得54場比賽。

## 澳大利亞國家男子籃球隊
布朗的擔任澳大利亞國家男子籃球隊在1995年和2003年擔任助理教練之間，1998年世錦賽和1996年和2000年奧運會期間提供。布朗被聘為2009年擔任球隊的主教練，和將舉行這一立場，直到2012年，布朗澳大利亞2010年世界籃球錦標賽結束了。在2012年奧運會，布朗率領澳大利亞的四分之一決賽，在澳洲被美國淘汰。

## 聖安東尼奧馬刺
在參加一個由布朗和安德魯·蓋茲舉辦的籃球訓練營後，聖安東尼奧馬刺隊總經理RC-布福德於1998-1999年縮水賽季，聘請布朗為籃球運營部門的的無支薪員工。2002年，在悉尼國王隊工作一段時間後，布朗再次於馬刺任職，這一次作為球隊的球員發展主任，總經理布福德將球隊持續強勁的替補形成，歸功於布朗對球隊較不知名的球員的重視；即使布朗離開了他作為球員發展主任的職務，此理念仍繼續使馬刺隊受益。2007年9月布朗升任為助理教練，輔佐總教練波波維奇。波波維奇稱布朗“他的一個最好的朋友”，布朗之後將許多波波維奇的理念融入到自己的進攻體系。布朗簽下澳大利亞後衛帕蒂·米爾斯，於布朗執教澳大利亞國家隊期間發揮了重要作用。馬刺隊於布朗任職期間四次奪冠。

## 費城76人
在2013年NBA的休賽期，布朗有機會繼承麥克·布丹霍澤，成為波波維奇的首席助理教練，但在2013年8月，新任總經理Sam Hinkie宣布布朗成為了費城76人隊的主教練。布朗承接了一個由Hinkie主導"澈底重建"模式的球隊，76人只好提供4年的保障合同，才能打動布朗與馬刺隊分手。布朗的任命使他成為76人隊史第24任主教練，及史上第二位於NBL和NBA皆擔任總教練之人。繼承邁克·鄧拉普的職位，76人在布朗執教首年為聯盟最年輕的球隊。在2013-14賽季的後半，76人苦吞26連敗，追平了NBA最長的連敗記錄。七六人控球後衛麥可·卡特-威廉斯在2014年贏得了年度最佳新秀。
2015年12月11日，在費城76人於主場以95比107敗給底特律活塞賽前，費城76人宣布與總教練布萊特·布朗延長合約至2018-19賽季。
2018年5月19日，在七六人的頭四年，僅有75勝253敗的成績，但如今開花結果，帶領著本·西蒙斯以及乔尔·恩比德挺進東區半決賽，七六人隊決定跟布朗再續約三年。
因拜倫·科兰杰洛的推特事件76人決定分道揚鑣，由總教練布朗暫時代理總經理。
2020年8月24日，76人於季后賽第一輪被波士頓凱爾特人橫掃淘汰，總教練布朗被解僱。

## 主教练战绩

### NBA
| 队伍     | 赛季    | 常规赛 | 常规赛 | 常规赛 | 常规赛 | 常规赛 | 季后赛 | 季后赛 | 季后赛 | 季后赛 | 季后赛                |
| 队伍     | 赛季    | 比赛   | 胜     | 负     | 胜率   | 排名   | 比赛   | 胜     | 负     | 胜率   | 结果                  |
| -------- | ------- | ------ | ------ | ------ | ------ | ------ | ------ | ------ | ------ | ------ | --------------------- |
| 費城76人 | 2013-14 | 82     | 19     | 63     | .232   | 5      | -      | -      | -      | -      | 未進入                |
| 費城76人 | 2014-15 | 82     | 18     | 64     | .220   | 4      | -      | -      | -      | -      | 未進入                |
| 費城76人 | 2015-16 | 82     | 10     | 72     | .122   | 5      | -      | -      | -      | -      | 未進入                |
| 費城76人 | 2016-17 | 82     | 28     | 54     | .341   | 4      | -      | -      | -      | -      | 未进入                |
| 費城76人 | 2017-18 | 82     | 52     | 30     | .634   | 3      | 10     | 5      | 5      | .500   | 第二輪(1-4敗塞爾提克) |
| 費城76人 | 2018-19 | 82     | 51     | 31     | .622   | 2      | 12     | 7      | 5      | .583   | 第二輪(3-4敗暴龍)     |
| 費城76人 | 2019-20 | 73     | 43     | 30     | .589   | 3      | 4      | 0      | 4      | .000   | 第一輪(0-4敗塞爾提克) |
| 总计     | 总计    | 555    | 221    | 344    | .391   |        | 26     | 12     | 14     | .462   |                       |

### NBL
| 队伍         | 赛季    | 常规赛 | 常规赛 | 常规赛 | 常规赛 | 常规赛 | 季后赛 | 季后赛 | 季后赛 | 季后赛 | 季后赛           |
| 队伍         | 赛季    | 比赛   | 胜     | 负     | 胜率   | 排名   | 比赛   | 胜     | 负     | 胜率   | 结果             |
| ------------ | ------- | ------ | ------ | ------ | ------ | ------ | ------ | ------ | ------ | ------ | ---------------- |
| 北墨尔本巨人 | 1993    | 29     | 14     | 15     | .483   | 8      | 3      | 1      | 2      | .333   | 輸掉四分之一决赛 |
| 北墨尔本巨人 | 1994    | 33     | 25     | 8      | .758   | 1      | 7      | 6      | 1      | .857   | 贏得NBL總冠軍    |
| 北墨尔本巨人 | 1995    | 34     | 23     | 11     | .676   | 2      | 8      | 5      | 3      | .625   | 輸掉NBL總決賽    |
| 北墨尔本巨人 | 1996    | 28     | 15     | 13     | .536   | 7      | 8      | 5      | 3      | .625   | 輸掉四分之一决赛 |
| 北墨尔本巨人 | 1997    | 35     | 20     | 15     | .571   | 3      | 5      | 2      | 3      | .400   | 輸掉準決賽       |
| 北墨尔本巨人 | 1998    | 30     | 9      | 21     | .300   |        |        |        |        |        | 未進入           |
| 悉尼國王     | 2000-01 | 31     | 18     | 13     | .581   | 5      | 3      | 1      | 2      | .333   | 輸掉四分之一决赛 |
| 悉尼國王     | 2001-02 | 30     | 14     | 16     | .571   |        |        |        |        |        | 未進入季後賽     |
| 总计         | 总计    | 250    | 138    | 112    | .552   |        | 28     | 15     | 13     | .536   |                  |